# سو هولدرنس
سو هولدرنس (انگلیسی: Sue Holderness؛ زادهٔ ۲۸ مهٔ ۱۹۴۹) بازیگر اهل بریتانیا است.
از فیلم‌ها یا مجموعه‌های تلویزیونی که وی در آن‌ها نقش داشته‌است، می‌توان به ایست‌اندرز، شهر هالبی، تلفات، قتل در سابوربیا، تپش قلب، کلئوپاتراها و خانه پربرکت اشاره نمود.